# Rudisti
Rudisti su izumrla skupina atipičnih školjkaša koja pripada redu Hippuritida.

## Opis
Rudisti imaju dvije ljušture: veću koja je u obliku valjka ili roga, i manju koja ima ulogu poklopca. Rudisti su tvorili nakupine gustih zajednica unutar raznih dijelova okoliša ispod razine plime. Vapnenačke stijene često su građene od ljuštura rudista. Rudisti su u Hrvatskoj dobri facijesni i provodni fosili za kredu, posebice  za gornju kredu (95 – 65 milijuna godina). Rudisti su dobro sačuvani u mnogobrojnim nalazištima u Hrvatskoj, posebice u vanjskim Dinaridima. Rudistni vapnenac poznat je još od antike kao čvrst i dobar građevni kamen.

## Taksonomija
Red Hippuritida sastoji se od sljedeća dva podreda:
- Hippuritidina Newell, 1965.
- Requieniidina Skelton, 2013.

## Vanjske poveznice
- †order Hippuritida Newell 1965 (rudist)  Arhivirana inačica izvorne stranice od 12. prosinca 2021. (Wayback Machine), Fossilworks
- Hippuritida, Global Biodiversity Information Facility (GBIF)